# 魯穆 (明)
魯 穆（ろ ぼく、1381年 - 1437年）は、明代の官僚。字は希文。本貫は台州天台県。

## 生涯
1406年（永楽4年）、進士に及第した。御史に任じられた。皇太子朱高熾が監国すると、魯穆はたびたび上書した。漢王朱高煦の官に不法のことが多く、人は遠慮して言う者もなかったが、魯穆は上書して弾劾した。
魯穆は福建僉事に転じた。刑罰の濫用や冤罪を正し、豪強の横暴をくじいた。泉州の李某という人物が広西の官に任じられたが、その姻戚で富民の林某が下僕を派遣して李を道中に毒殺し、李の妻を林の内室に入れた。李の一族の者が官に訴えたが、司法官が林の賄賂を受け取って、訴えた者を逆に罪に落とし、獄に繋いで久しかった。魯穆は調査してその事実をつかむと、林の罪を立証した。漳州の民の周允文に子がなく、その甥を後継者としていたが、晩年になって妾が子を生むと、財産の一部を甥に分与して、妾の子を後継者として立てた。周允文が死ぬと、甥は妾の子を叔父の子ではないと言って後継の座から追い、その資産を全て奪ったので、妾がこれを訴えた。魯穆は県の父老と周氏の一族を召し出して、ひそかに妾の子を子どもたちの中に置いた。みな妾の子を指さして周允文に似ていると言ったので、妾の子が周允文の遺産を相続した。民は魯穆のことを「魯鉄面」と呼んだ。魯穆はその家人が法を犯しても、少しの遠慮会釈もせずに裁きにかけた。魯穆は楊栄により北京の朝廷に推薦された。
1435年（宣徳10年）、英宗が即位すると、魯穆は右僉都御史に抜擢された。1436年（正統元年）、命を受けて大名府で飛蝗の退治にあたった。1437年（正統2年）、北京に帰ると、6月戊辰に病没した。享年は57。諡は端毅といった。
子に魯崇志があり、応天府尹となった。